# Isklakken
Der Isklakken (norwegisch für Eisklumpen) ist ein felsiger und 1410 m hoher Hügel im ostantarktischen Königin-Maud-Land. Im Gebirge Sør Rondane ragt er am östlichen Ende des Bergs Balchenfjella auf.
Norwegische Kartografen, die diesem Berg auch seinen Namen gaben, kartierten ihn 1957 anhand von Luftaufnahmen, die bei der US-amerikanischen Operation Highjump (1946–1947) entstanden waren.